# Шествия в Бельгии и Франции с участием гигантских кукол

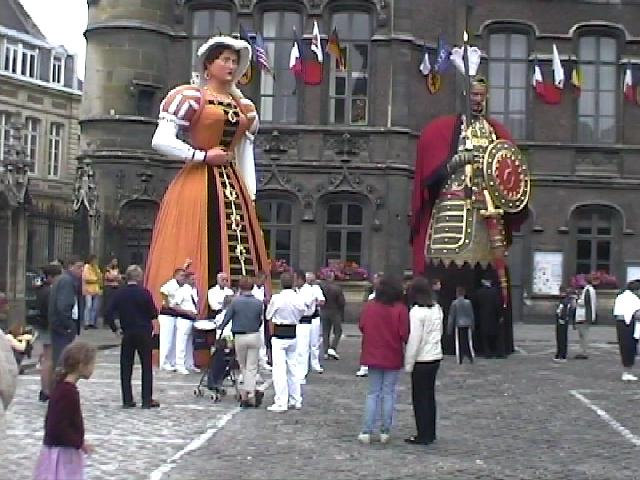
Великан Гайан и Мари Кажнон (Дуэ, Франция)

Шествия с участием гигантских кукол (фр. Géants et dragons processionnels de Belgique et de France) — традиционные театрализованные шествия в городах Бельгии и Франции с участием гигантских кукол великанов, драконов и различных животных. В 2008 году ЮНЕСКО внесло их в список нематериальных объектов всемирного наследия в Европе.

## Описание

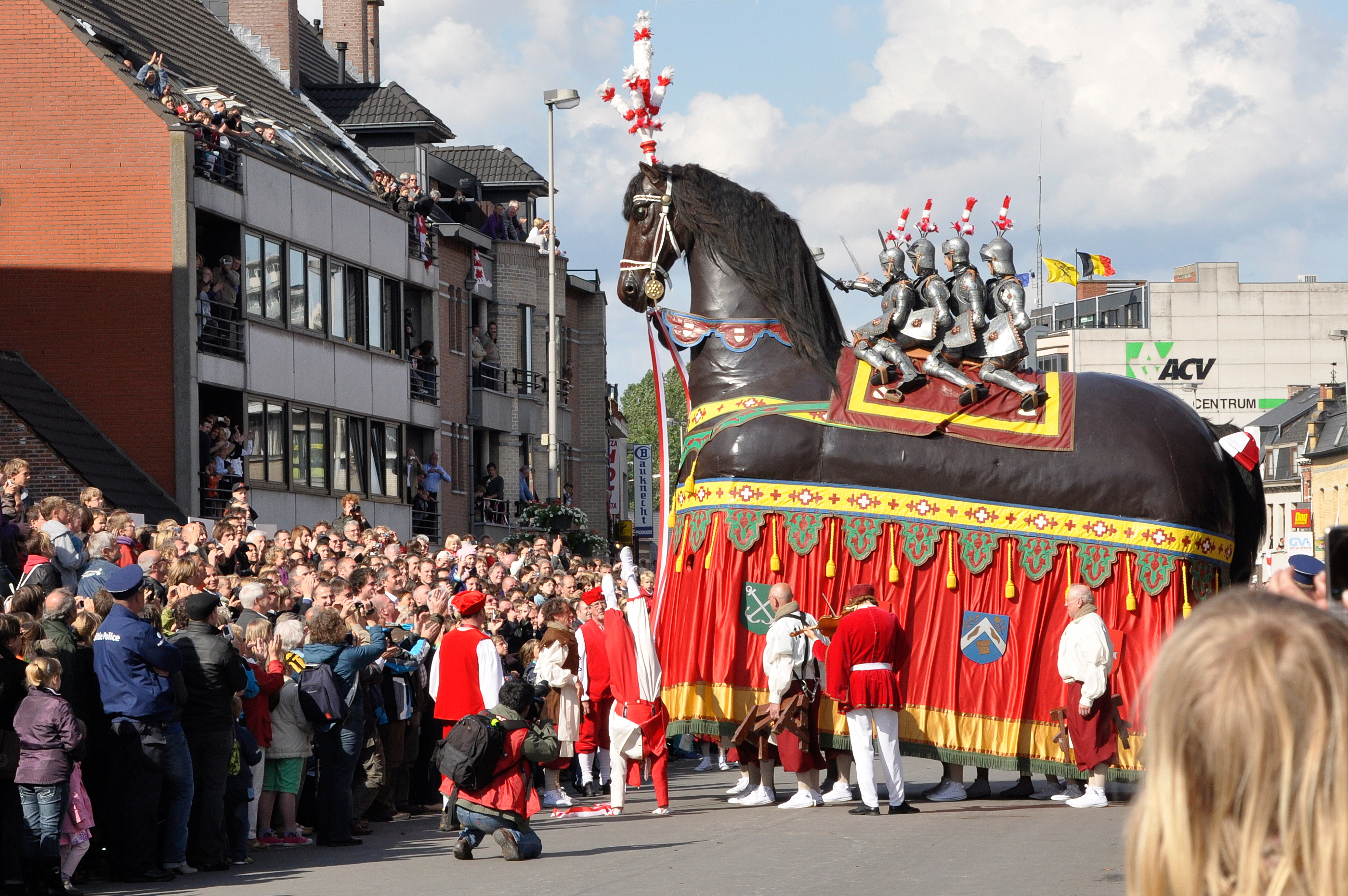
Конь Баярд (Дендермонде, Брюссель)

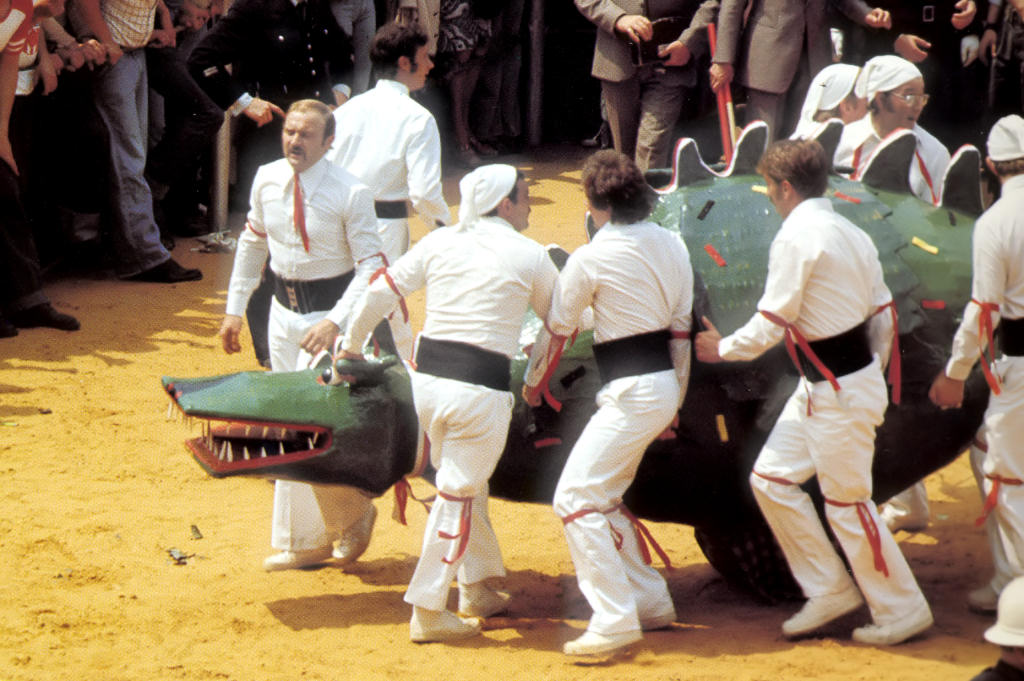
Дракон Люмесон, которого убивает Св. Георгий

Гигантские куклы впервые появляются на религиозных процессиях во многих европейских городах в конце XIV века, сохранившись на сегодняшний день в Бельгии (Ат, Брюссель, Дендермонде, Мехелен и Монс) и Франции (Кассель, Дуэ, Пезенас и Тараскон). Представления, которые часто совмещают в себе элементы религиозных процессий и светских шествий, отличаются от города к городу, но всегда подчиняются определённым ритуалам, в которых раскрывается связь великанов с историей, легендами или жизнью города.
Куклы великанов и драконов, имеющие большие размеры — до 9 метров в высоту и 350 кг в весе, представляют мифических героев или животных, местных знаменитостей, исторических, библейских или легендарных персонажей. Например, Святой Георгий, убивающий дракона Люмесона (Монс), легендарный конь Карла Великого — Баярд (Дендермонде), папа и мама Reuze (Кассель). Куклы оживляют популярные фестивали, на которых они являются главными действующими лицами, по крайней мере, раз в год (у каждого персонажа есть свой день). Они разыгрывают исторические сцены, танцуют в окружении музыкантов и костюмированных людей, которые сопровождают процессию и помогают проводить различные этапы представления.
Создание и содержание кукол требуют много месяцев работы и специальных знаний, которые сейчас находятся под угрозой из-за изменений в современном образе жизни. Шествия великанов и драконов в 2005 году стали объектом нематериального всемирного наследия Бельгии и Франции, а в 2008 году ЮНЕСКО внесло их в список нематериальных объектов всемирного наследия в Европе.

## Фестивали
В Бельгии насчитывается почти 1500 известных персонажей-великанов; наистарейший из них — Голиаф в Нивеле, который впервые упоминается в 1457 году. В Бельгии находится и самый большой гигант в Европе, «Жан Тюрпен» в Ньивпорте, имеющий рост более 11 метров. Наиболее известные фестивали:
- Дюкасс в Ате[фр.] — впервые упоминается в 1399 году, проходит за несколько дней до 8 сентября[2].
- Дюкасс в Монсе[фр.], или Дуду — проходит в выходные дни Святой Троицы, центральным событием является представление с битвой Св. Георгия и дракона[3].
- Meyboom[фр.], или «Брабантское дерево радости» — старейшая народная традиция Брюсселя, известна с 1308 года, разыгрывается 9 августа, в ночь святого Лаврентия[4].
- Ommegang в Дендермонде[фр.] — проходит каждые 10 лет, на нём присутствует гигантский конь Баярд[5].
- Ommegang в Мехелене[фр.] — проводится каждые 25 лет с 1492 года, особо известен конным парадом[6].

Во Франции гигантские куклы распространены в регионе Нор-па-де-Кале, в котором известно свыше 450 великанов, больше всего в районах, где живут фламандцы. Наиболее известные шествия:
- Reuze[фр.]-папа и Reuze-мама из Касселя[7].
- Великан Gayant[фр.] из Дуэ — известен с 1530 года, шествие проходит в течение первых выходных после 5 июля[8].
- Конь Poulain[фр.] из Пезенаса — проходит в день св. Власия до карнавала; центральным событием является шествие кобыл, которые являются символом города ещё с крестовых походов[9].
- Тараск из Тараскона, также известен как «праздник зверей» — известен с 1474 года; проводится во второе воскресенье после пятидесятницы и основан на мифе о драконе Тараске, известном ещё с античности[10].

## Галерея

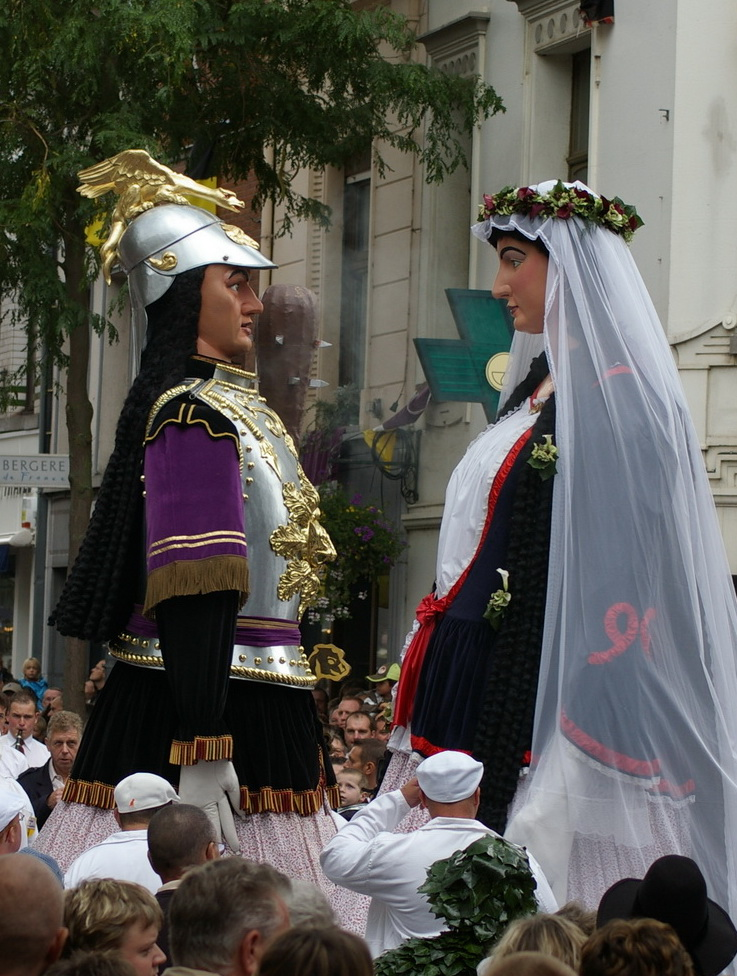
Голиаф. Ат, Бельгия
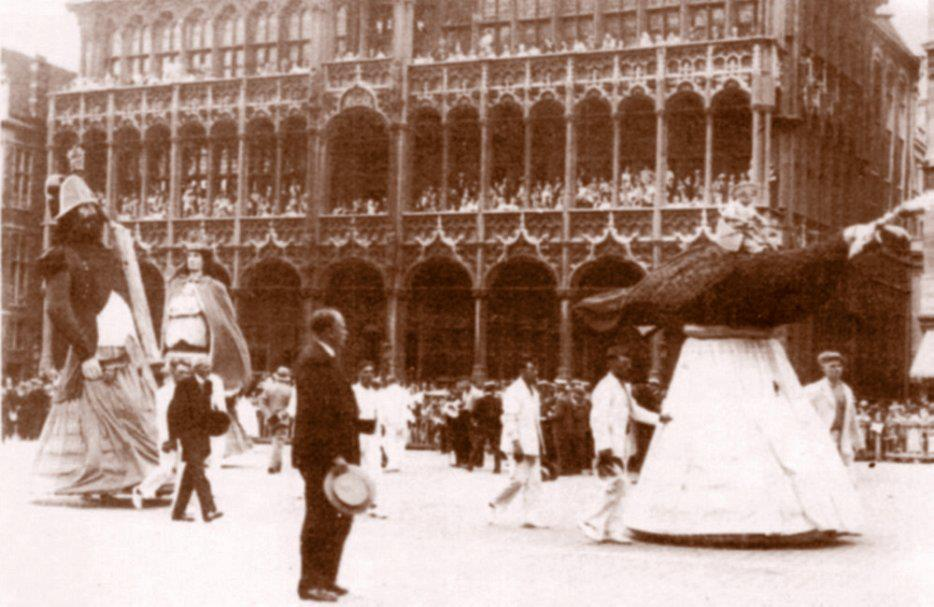
Великаны города Ат на Гран-Плас в Брюсселе во время Всемирной выставки, 1935 год
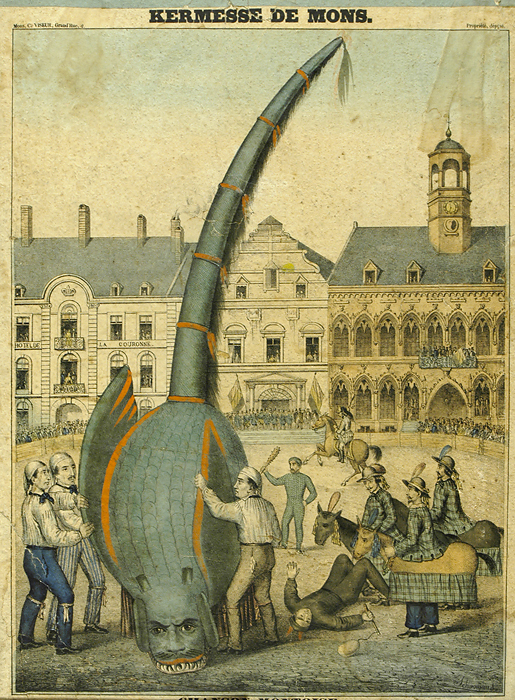
Св. Георгий убивает дракона. Фестиваль «Дюкасс де Монс», XIX в.
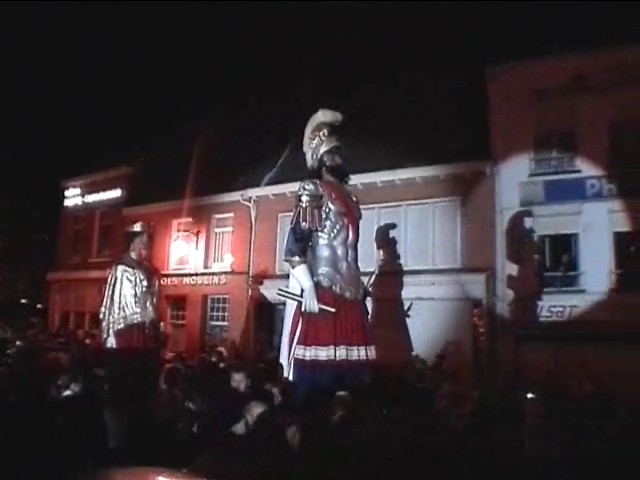
Reuze-папа и Reuze-мама. Кассель, Франция
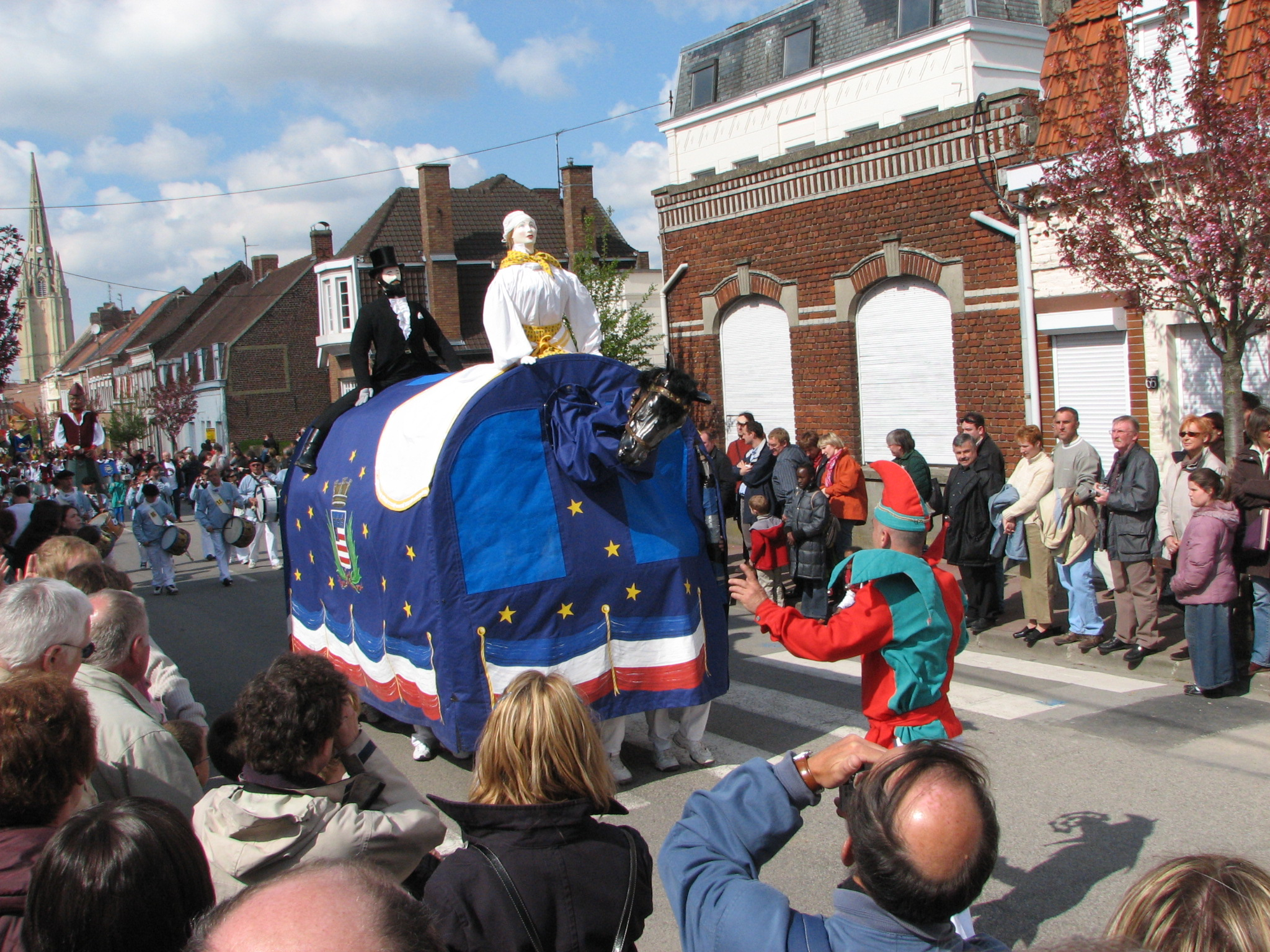
Конь Poulain. Пезенас, Франция
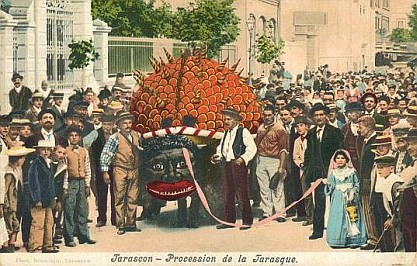
Дракон Тараск. Тараскон, Франция